# 방패얼굴둥근잎박쥐
방패얼굴둥근잎박쥐(Hipposideros lylei)는 잎코박쥐과에 속하는 박쥐의 일종이다. 중국과 라오스, 말레이시아, 미얀마, 태국, 베트남에서 발견된다.

## 특징
작은 박쥐로 몸통 길이가 72~95mm이고 전완장은 78~84mm, 꼬리 길이는 48~55mm이다. 발 길이는 16~21mm, 귀 길이는 30mm이고 몸무게는 최대 32g이다. 일반적인 몸 색깔은 연한 회색부터 밝은 갈색까지 다양하다. 귀는 크고 넓다.

## 생태
동굴 안에 최대 50마리까지 무리를 지어 은신한다. 먹이는 곤충이다. 베트남에서 새끼가 가장 많이 태어나는 시기는 4월말이다.

## 분포 및 서식지
중국 윈난성과 미얀마 동부, 태국, 베트남, 라오스 북부, 말레이반도에 널리 분포한다. 탈락성 숲과 상록수림, 농경지 그리고 기타 교란숲에서 서식한다.